# Frederik Christopher Lütken
Frederik Christopher Lütken, född 1698, avliden 1784, dansk sjöofficer, ekonom och författare,
Han deltog som kadett i sjökrigen 1712-19 och blev 1733 kapten. 1734 var han medlem av en kommission för bedömande av skeppsbyggaren Knud Nielsen Benstrups verksamhet: denne angreps av flera högt uppsatta sjöofficerare och flottans senare chef, Frederik Danneskiold-Samsøe, som åtnjöt Kristian VI:s förtroende. Lütken tog därvid den anklagade så ivrigt i försvar, att kungen kände sig kränkt och lät ställa Lütken inför krigsrätt samt döma honom förlustig sitt ämbete (1736). Han blev dock 1739 kontrollör vid Öresunds tullkammare (till 1777) och adlades 1780. Som författare gjorde Lütken sig känd genom ett egendomligt nationalekonomiskt verk, Økonomiske tanker til højere eftertanke (1755 -61) och den andaktsboken Hellige opmuntringer i modige og tankefulde stunder (1765).
Han var äldre bror till Otto Diderik Lütken.

## Källa
Den här artikeln är helt eller delvis baserad på material från Nordisk familjebok, Lütken, 1904–1926.
1. 1 2  Dansk Biografisk Lexikon, Dansk biografisk Leksikon-ID: Frederik_C._Lütken, läs online.[källa från Wikidata]